# بيت البقاشي (الحيمة الخارجية)

تعديل مصدري - تعديل

بيت البقاشي هي إحدى قرى عزلة الجحادب بمديرية الحيمة الخارجية التابعة لمحافظة صنعاء، بلغ تعداد سكانها 307 نسمة حسب تعداد اليمن لعام 2004.